# Paralethe albina
Paralethe albina är en fjärilsart som beskrevs av Van Son 1955. Paralethe albina ingår i släktet Paralethe och familjen praktfjärilar. Inga underarter finns listade i Catalogue of Life.